# Schatin

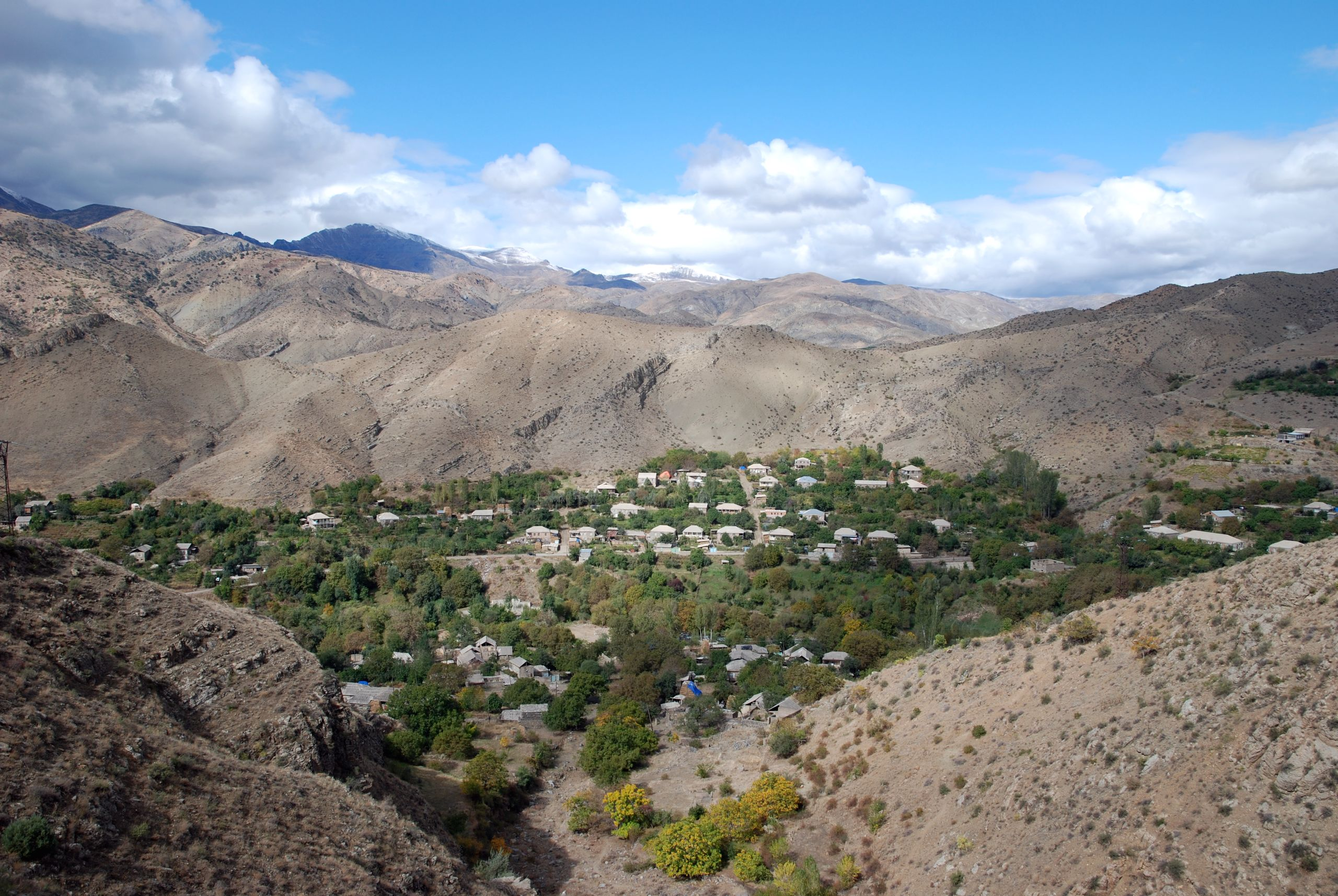
Schatin von Nordosten

Schatin (armenisch Շատին), andere Umschrift Shatin, bis 1935 Hasankend (Hasankand), ist ein Dorf und eine Landgemeinde (hamaynkner) mit rund 2000 Einwohnern in der südarmenischen Provinz Wajoz Dsor nordwestlich der Provinzhauptstadt Jeghegnadsor.

## Lage
Schatin liegt auf 1251 Metern Höhe im Tal des Jeghegis, einem 47 Kilometer langen Nebenfluss des Arpa, an der Fernstraße M10, die zehn Kilometer südlich beim Dorf Getap von der M2 zwischen Areni und Jeghegnadsor abzweigt und über den 2400 Meter hohen Selim-Pass bis zum Südufer des Sewansees führt. Das Ortszentrum befindet sich etwa einen halben Kilometer östlich der M10 an der breitesten Stelle des Flusstals. Während die Passstraße einem Seitental in nördlicher Richtung folgt, verläuft eine andere Straße flussaufwärts am Jeghegis entlang, der bei Schatin nach Nordosten abbiegt. Sie erreicht nach etwa sechs Kilometern den Ort Jeghegis und in einem Bogen nach Süden schließlich die M2 nahe Vayk. Zwei Kilometer hinter Schatin zweigt von der nach Jeghegis führenden Straße eine weitere Nebenstraße nach Norden ab und durchquert bald das langgezogene Dorf Artabuynk. Auf dem Hügelkamm zwischen diesen beiden Tälern thront die Ruine der mittelalterlichen Festung Smbataberd, von der aus zu Fuß in nördlicher Richtung das hoch in den Bergen verborgene ehemalige Kloster Tsaghats Kar zu erreichen ist.
Zum ehemaligen Kloster Shativank auf 1612 Metern Höhe führt nach der Flussbrücke in der Ortsmitte ein mit Allrad befahrbarer Weg am Hang zunächst nach Süden bis zum Friedhof, erklimmt dann in Serpentinen den Hügel und endet nach sieben Kilometern an der vom Dorf in nordöstlicher Richtung gelegenen Ruinenstätte. Ein Fußpfad ab dem nördlichen Ortsende, der zunächst einem Wasserlauf in einem Tal folgt, halbiert etwa diese Strecke.
Bei Schatin sind am Jeghegis zwei kleine hydroelektrische Kraftwerke in Betrieb. Insgesamt sechs dieser Anlagen sollen entlang des Flusses errichtet werden.

## Ortsbild

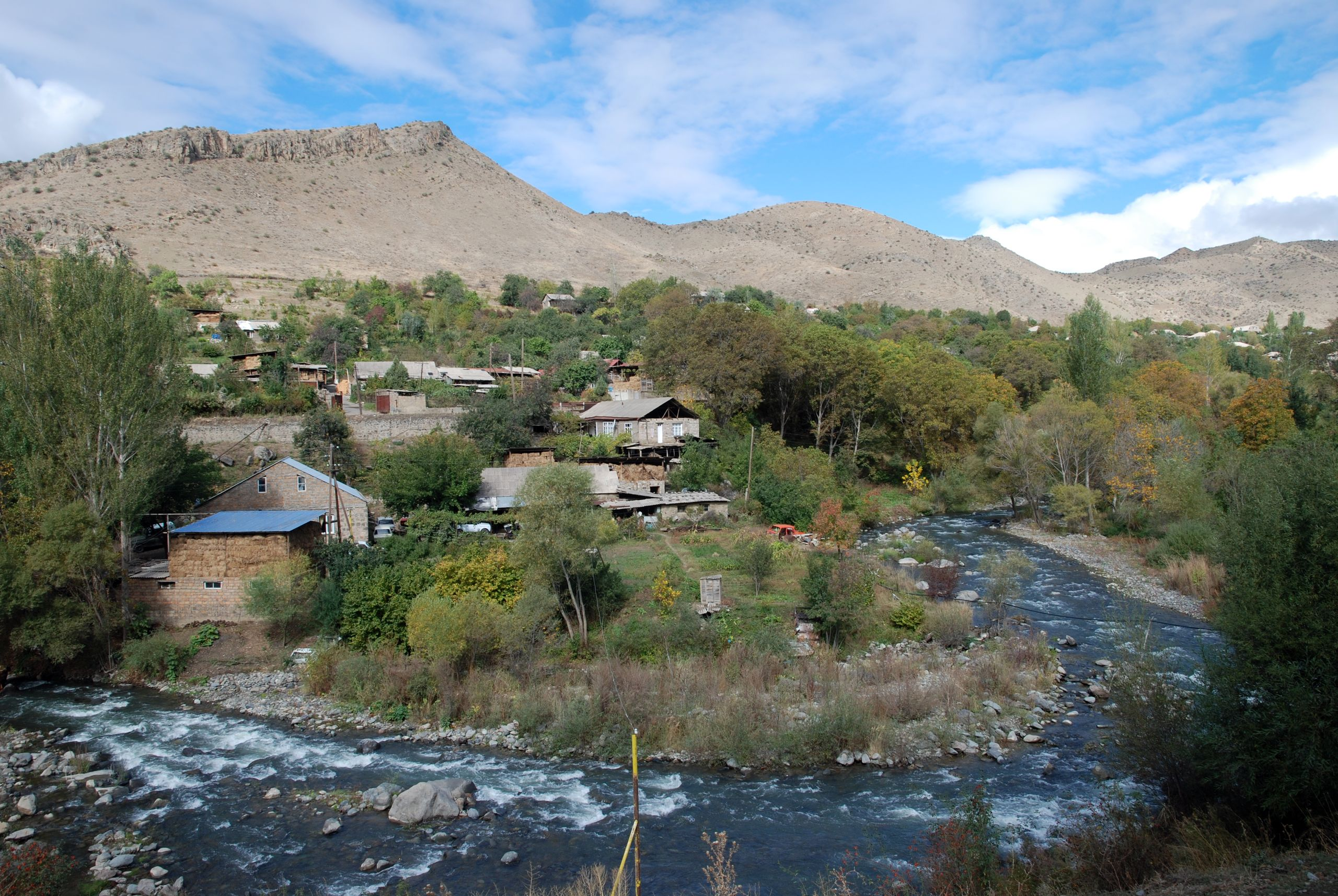
Ortsmitte am Jeghegis

Nach der amtlichen Statistik von 2008 hatte Schatin 2013 Einwohner. Im Jahr 2012 lag die Zahl der Einwohner bei 2052. Schatin ist eine von 41 Landgemeinden der Provinz. Die landwirtschaftlichen Gehöfte sind von Hausgärten und Obstbäumen umgeben. Neben Krüppelholz dienen zum Trocknen ausgelegte Kuhfladen als Brennmaterial. In halboffenen Scheunen wird Heu als Winterfutter für Rinder gelagert. In höheren Lagen der stellenweise zerklüfteten Hügel weiden anstelle der Rinder Schafherden. Es gibt zwei bis drei kleine Lebensmittelläden an der Hauptstraße. 
Die Umgebung von Schatin war möglicherweise seit vorchristlicher Zeit besiedelt. Der Ort stand mit dem in der Mitte des 17. Jahrhunderts neu gegründeten Kloster Shativank in Verbindung.